# Gerd Zewe
Gerd Zewe né le 13 juin 1950 à Stennweiler, en Sarre, est un footballeur allemand.

## Carrière
Gerd Zewe évolue comme défenseur. Il joue successivement dans les équipes suivantes : VfB Borussia Neunkirchen, Fortuna Düsseldorf, de 1972 à 1987, et FC Würzburger Kickers.
Au cours de sa carrière il est appelé en équipe d'Allemagne espoirs, en sélection "B" et en équipe d'Allemagne. Il participe comme remplaçant à la Coupe du monde de 1978. 